# Rẻ quạt Java
Rhipidura javanica là một loài chim trong họ Rhipiduridae.